# Malwina Rowinska
Malwina Rowinska (* 15. März 2005 in Warschau) ist eine  polnische Tennisspielerin.

## Karriere
Rowinska begann mit vier Jahren das Tennisspielen und bevorzugt Hartplätze. Sie spielt bislang vor allem Turniere der ITF Women’s World Tennis Tour, wo sie bisher ein Turnier im Doppel gewann.
2022 trat sie bei den Australian Open zusammen mit Partnerin Mirra Andrejewa im Juniorinnendoppel an. Die beiden verloren ihr Auftaktmatch gegen Jekaterina Chairutdinowa und Aruschan Saghandyqowa mit 3:6 und 4:6. Bei den US Open verlor sie in der ersten Runde des Juniorinneneinzels mit 2:6 und 2:6 gegen die an Position fünf gesetzte Solana Sierra. Im Juniorinnendoppel erreichte sie zusammen mit Partnerin Ela Nala Milić mit Siegen über Yaroslava Bartashevich und Xenija Saizewa sowie Ella McDonald und Malak El Allami das Viertelfinale, das die beiden gegen Lucie Havlíčková und Diana Schneider verloren.
2023 unterlag sie bei den Australian Open im Juniorinneneinzel mit 6:2, 4:6 und 5:7 Theadora Rabman. Im Juniorinnendoppel erreichte sie zusammen mit Partnerin Anya Murthy mit einem 4:6, 6:3 und [10:8] Sieg über Melisa Ercan und Madeleine Jessup das Achtelfinale, wo die beiden dann gegen die japanische Paarung Sayaka Ishii und Ena Koike mit 4:6 und 1:6 verloren. In Wimbledon qualifizierte sie sich für das Hauptfeld im Juniorinneneinzel, wo sie dann aber in der ersten Runde gegen Ranah Akua Stoiber mit 3:6, 7:65 und 3:6 verlor. Im Juniorinnendoppel erreichte sie zusammen mit Partnerin Iwa Iwanowa mit einem Sieg über Ellie Blackford und Given Roach das Achtelfinale, das die beiden dann gegen Sayaka Ishii und Ena Koike mit verloren.

### College Tennis
Seit Herbst 2023 spielt Rowinska für das Damentennisteam der Florida Gators der University of Florida.

## Turniersiege

### Doppel
| Nr. | Datum             | Turnier  | Kategorie | Belag     | Partnerin       | Finalgegnerinnen          | Ergebnis |
| --- | ----------------- | -------- | --------- | --------- | --------------- | ------------------------- | -------- |
| 1.  | 30. Dezember 2023 | Monastir | ITF W15   | Hartplatz | Malak El Allami | Selina Atay Anna Semenova | 7:5, 6:1 |